# توماس اناورگرین
توماس اناورگرین (به انگلیسی: Tomas N'evergreen) (زاده ۱۲ نوامبر ۱۹۶۹) خواننده دانمارکی است.
او در مسابقه آواز یوروویژن ۲۰۱۰ به همراه کریستینا چانه نماینده دانمارک بود.